# Elezioni comunali in Emilia-Romagna del 2018
Le elezioni comunali in Emilia-Romagna del 2018 si sono tenute il 10 giugno (con ballottaggio il 24 giugno).

## Città metropolitana di Bologna

### Imola
| Candidati                              | Candidati                                | Voti                 | %     | Liste                    | Voti   | %     | Seggi |
| -------------------------------------- | ---------------------------------------- | -------------------- | ----- | ------------------------ | ------ | ----- | ----- |
|                                        | Manuela Sangiorgi Accede al ballottaggio | 9.062                | 29,29 | Movimento 5 Stelle       | 8.562  | 28,51 | 15    |
|                                        | Carmela Cappello Accede al ballottaggio  | 12.995               | 42,00 | Partito Democratico      | 10.214 | 34,01 | 5     |
| Imola Futuro                           | Carmela Cappello Accede al ballottaggio  | 12.995               | 42,00 | 1.152                    | 3,84   | -     |       |
| Imola Più                              | Carmela Cappello Accede al ballottaggio  | 12.995               | 42,00 | 1.009                    | 3,36   | -     |       |
| Sinistra per Imola                     | Carmela Cappello Accede al ballottaggio  | 12.995               | 42,00 | 402                      | 1,34   | -     |       |
| Partito Socialista Italiano - Sinistra | Carmela Cappello Accede al ballottaggio  | 12.995               | 42,00 | 211                      | 0,70   | -     |       |
| Seggio di coalizione                   | Seggio di coalizione                     | Seggio di coalizione | 42,00 | 1                        |        |       |       |
|                                        | Giuseppe Palazzolo                       | 7.145                | 23,09 | Lega                     | 4.474  | 14,90 | 2     |
| Forza Italia                           | Giuseppe Palazzolo                       | 7.145                | 23,09 | 1.127                    | 3,75   | -     |       |
| Focus per Imola                        | Giuseppe Palazzolo                       | 7.145                | 23,09 | 855                      | 2,85   | -     |       |
| Fratelli d'Italia                      | Giuseppe Palazzolo                       | 7.145                | 23,09 | 414                      | 1,38   | -     |       |
| Seggio di coalizione                   | Seggio di coalizione                     | Seggio di coalizione | 23,09 | 1                        |        |       |       |
|                                        | Filippo Samachini                        | 1.003                | 3,24  | Sù Sinistra Unita Imola  | 912    | 3,04  | -     |
|                                        | Giambattista Boninsegna                  | 369                  | 1,19  | Il Popolo della Famiglia | 348    | 1,16  | -     |
|                                        | Franco Benedetti                         | 230                  | 0,74  | Per Autodromo Imola      | 225    | 0,75  | -     |
|                                        | Armiento Francesco                       | 140                  | 0,45  | Azione Imolese           | 130    | 0,43  | -     |
| Totale                                 | Totale                                   | 30.944               | 100   |                          | 30.035 | 100   | 24    |

## Provincia di Parma

### Salsomaggiore Terme
| Candidati            | Candidati                               | Voti                 | %     | Liste               | Voti  | %     | Seggi |
| -------------------- | --------------------------------------- | -------------------- | ----- | ------------------- | ----- | ----- | ----- |
|                      | Filippo Fritelli Accede al ballottaggio | 3.667                | 42,96 | Partito Democratico | 2.734 | 33,48 | 8     |
| Siamo Salso          | Filippo Fritelli Accede al ballottaggio | 3.667                | 42,96 | 747                 | 9,15  | 2     |       |
|                      | Anna Volpicelli Accede al ballottaggio  | 3.143                | 36,82 | Lega                | 1.951 | 23,89 | 3     |
| Forza Italia         | Anna Volpicelli Accede al ballottaggio  | 3.143                | 36,82 | 403                 | 4,94  | -     |       |
| Fratelli d'Italia    | Anna Volpicelli Accede al ballottaggio  | 3.143                | 36,82 | 400                 | 4,90  | -     |       |
| Unione di centro     | Anna Volpicelli Accede al ballottaggio  | 3.143                | 36,82 | 266                 | 3,26  | -     |       |
| Seggio di coalizione | Seggio di coalizione                    | Seggio di coalizione | 36,82 | 1                   |       |       |       |
|                      | Giorgio Vernazza                        | 970                  | 11,36 | Salso Futura        | 911   | 11,16 | 1     |
|                      | Giuseppe D'Andrea                       | 755                  | 8,85  | Movimento 5 Stelle  | 754   | 9,23  | 1     |
| Totale               | Totale                                  | 8.535                | 100   |                     | 8.166 | 100   | 16    |